# مینوتوس همپرس (مشاور) نرون
مینوتوس همپرس (مشاور) نرون نام رمانی است که توسط میکا والتاری، نویسندهٔ اهل فنلاند نوشته شده‌است.